# Lucio Pinario Mamercino
Lucio Pinario Mamercino  fue un político y militar romano del siglo V a. C. perteneciente a la gens Pinaria. Tito Livio le da el cognomen Mamerco.

## Familia
Mamercino fue miembro de los patricios Pinarios Mamercinos, la más antigua rama familiar de la gens Pinaria.

## Tribunado consular
Fue elegido tribuno consular en el año 432 a. C. La epidemia del año anterior remitió y no hubo hambruna por la previsión de importar grano. Las tensiones sociales continuaron. Los tribunos de la plebe se lamentaban de que ningún plebeyo hubiese sido elegido todavía tribuno consular, por lo que presentaron una ley que establecía que ningún candidato podía exagerar la blancura de su toga al presentar la candidatura. Pretendían con ello eliminar la corrupción electoral; pero, aunque la ley salió adelante, el Senado ordenó que las siguientes elecciones fuesen para cónsules.